# Can Ram

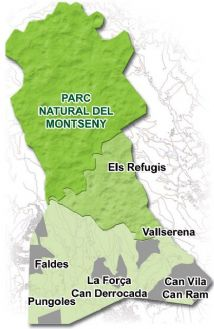
Terme municipal de Sant Pere de Vilamajor:
Parc Natural del Montseny
Ampliació del Parc Natural
Sol No Urbanitzable fora del Parc Natural
Nuclis urbans

Can Ram és un barri de Sant Pere de Vilamajor situat al veïnat de Boscassos i Vallserena juntament amb els barris de Vallserena i Can Vila. El barri és una urbanització de cases unifamiliars aïllades que ha estat recepcionada per l'Ajuntament com a nucli urbà.
El barri està comunicat amb:
- Sant Pere de Vilamajor pel camí de can Tona.
- Sant Antoni de Vilamajor pel camí de la Farinera.
- Sant Esteve de Palautordera pel camí de can Peu Alt.
- Sant Joan de Sanata (Llinars del Vallès) pel camí de can Diviu.